# Коротеев, Анатолий Сазонович
Анато́лий Сазо́нович Короте́ев (род. 22 июля 1936, с. Бараново, Московская область) — советский и российский учёный, доктор технических наук, профессор, академик отделения физико-технических проблем энергетики РАН, специалист в области рабочего процесса в ракетных двигателях различных типов.

## Биография
Окончил Московский авиационный институт им. С. Орджоникидзе (1959).
Академик РАН (1994, член-корреспондент АН СССР с 1990).
В 2005—2011 гг. являлся Президентом Российской академии космонавтики имени К. Э. Циолковского.
Член Международной академии астронавтики.
До октября 2016 года являлся генеральным директором Государственного научного центра Российской Федерации — федерального государственного унитарного предприятия «Исследовательский центр имени М. В. Келдыша».
С октября 2016 года — научный руководитель Государственного научного центра Российской Федерации — федерального государственного унитарного предприятия «Исследовательский центр имени М. В. Келдыша».

## Награды
- Орден «За заслуги перед Отечеством» III (2006)[4] и IV степени (1996)[5]
- Орден Александра Невского (2013)[6]
- Заслуженный деятель науки Российской Федерации (2001)[7]
- Государственная премия СССР (1982)
- Премия Правительства РФ в области науки и техники (2000)
- Премия имени П. Н. Яблочкова (2001) — за работу «Генерация и исследование мощных стационарных пучков электронов в плотных газовых средах»
- Государственная премия РФ (2002)
- Премия Президента Российской Федерации в области образования (совм. с  В. Н. Бранцем,Н. Н. Кудрявцевым,С. М. Козелом, Б. К. Ткаченко, Л. М. Зелёным, А. А. Галеевым, Н. Н. Севастьяновым и др.) "за работу … «Новое направление в системе подготовки специалистов высшей квалификации в области космической науки и техники на основе интеграции фундаментального и прикладного образования с использованием современных информационных технологий» (2003)[8].
- Премия Правительства Российской Федерации в области науки и техники (2011) — за разработку фундаментальных основ проектирования ракетных двигателей[9]
- Премия Правительства Российской Федерации имени Ю. А. Гагарина в области космической деятельности (2016) — за комплекс трудов в области гуманитарного, архивного и научно-технологического наследия космической деятельности России, способствующих вовлечению в культурный, образовательный и научный оборот исторически достоверных общедоступных информационных ресурсов о космонавтике